# Várhegy (Buda)
A Várhegy Budapest I. kerületében található magaslat, melynek fennsíkján helyezkedik el a Budai Várnegyed.

## Fekvése, megközelítés
A hegy a Duna folyam jobb partján magasodik, a Budai-hegység tagjaként, a Rózsadombhoz tartozó előhegy. Hossza kb. 1,5 km, szélessége kb. 400 m. Legmagasabb pontjának tengerszint feletti magassága 175 méter, a főváros síkjához képest pedig kb. 70 m. A folyó irányából a siklóval, a Belvárosból pedig autóbusszal közelíthető meg. A gépjárműforgalom a Várhegy egész területén korlátozott.

## Geológiai felépítése
A budai Várhegy fő alkotóeleme a budai márga, amelyre 4-10 méter vastag mésztufa paplan rakódott a pleisztocén korban. Ez a mészkőréteg védte meg a márgát az időjárás pusztításától. A márga és a mészkő határán az akkoriban még működő édesvizű források formálták a Budai Vár-barlang üregeit.